# Fiumi più lunghi dell'Africa
Elenco dei fiumi dell'Africa in ordine di lunghezza che superano i 1000 km.
| Nome                 | Lunghezza | Paesi attraversati                                                | Foce                               |
| -------------------- | --------- | ----------------------------------------------------------------- | ---------------------------------- |
| Nilo                 | 6671      | Burundi, Tanzania, Ruanda, Uganda, Sudan del Sud, Sudan, Egitto   | Mar Mediterraneo                   |
| Congo (Zaire)        | 4374      | Repubblica Democratica del Congo, Congo, Angola                   | Oceano Atlantico                   |
| Niger                | 4167      | Guinea, Mali, Niger, Benin, Nigeria                               | Oceano Atlantico                   |
| Zambesi              | 2736      | Zambia, Angola, Namibia, Zimbabwe, Mozambico                      | Oceano Indiano                     |
| Ubangi               | 2300      | Repubblica Democratica del Congo, Repubblica Centrafricana, Congo | Congo                              |
| Orange               | 2092      | Lesotho, Sudafrica, Namibia                                       | Oceano Atlantico                   |
| Uebi Scebeli         | 2050      | Etiopia, Somalia                                                  | Oceano Indiano                     |
| Kasai                | 1950      | Angola, Repubblica Democratica del Congo                          | Congo                              |
| Okavango/Cubango     | 1800      | Angola, Namibia, Botswana                                         | Delta dell'Okavango                |
| Giuba                | 1650      | Etiopia, Somalia                                                  | Oceano Indiano                     |
| Limpopo              | 1600      | Sudafrica, Botswana, Zimbabwe, Mozambico                          | Oceano Indiano                     |
| Volta Nero o Mouhoun | 1600      | Burkina Faso, Ghana, Costa d'Avorio                               | Volta Bianco; poi Oceano Atlantico |
| Lomami               | 1500      | Repubblica Democratica del Congo                                  | Congo                              |
| Senegal              | 1440      | Guinea, Mali, Mauritania, Senegal                                 | Oceano Atlantico                   |
| Benue                | 1400      | Camerun, Nigeria                                                  | Niger                              |
| Chari                | 1400      | Repubblica Centrafricana, Ciad                                    | Lago Ciad                          |
| Nilo Azzurro         | 1370      | Etiopia, Sudan                                                    | Nilo                               |
| Ogooué               | 1200      | Congo, Gabon                                                      | Oceano Atlantico                   |
| Oum Draa             | 1200      | Marocco, Algeria                                                  | Oceano Atlantico                   |
| Sangha               | 1200      | Repubblica Centrafricana, Camerun, Congo                          | Congo                              |
| Gambia               | 1100      | Guinea, Senegal, Gambia                                           | Oceano Atlantico                   |
| Cunene               | 1020      | Angola, Namibia                                                   | Oceano Atlantico                   |
| Cuanza               | 1000      | Angola                                                            | Oceano Atlantico                   |
| Kwango               | 1000      | Angola, Repubblica Democratica del Congo                          | Kasai                              |
| Ruvuma               | 1000      | Mozambico, Tanzania                                               | Oceano Indiano                     |
| Sanaga               | 1000      | Camerun                                                           |                                    |